# Aeropuerto de Eugene
El Aeropuerto de Eugene (del inglés: Eugene Municipal Airport) (IATA: EUG, OACI: KEUG, FAA LID: EUG), también conocido como Mahlon Sweet Field, es un aeropuerto público a 7 millas (11 km) al noroeste de Eugene, en el condado de Lane, Oregón, Estados Unidos. Propiedad de la ciudad de Eugene y operado por la misma entidad, es el quinto aeropuerto más grande del noroeste del Pacífico.
El aeropuerto recibió su nombre por Mahlon Sweet (1886-1947), un comerciante de automóviles de Eugene que fue un firme partidario de la aviación y presionó para que se construyera el ahora desaparecido Eugene Air Park en 1919, el cual se localizaba en el actual cruce de West 18th Avenue y Chambers Street y cesó operaciones en 1956. El actual aeropuerto fue inaugurado en 1943.

## Instalaciones
El Aeropuerto de Eugene cubre una superficie de 2.600 acres (1.052 ha) de tierra, se localiza a una elevación de 114 metros sobre el nivel del mar y cuenta con 2 pistas de aterrizaje paralelas con indicadores 16R/34L y 16L/34R. La primera con 2,441 metros de largo y 45 metros de ancho y la segunda con 1,829 metros de largo y 45 metros de ancho.
El edificio de la terminal tiene puertas "A" y "B" en el nivel superior, mientras que la emisión de boletos y reclamo de equipaje se encuentran en el nivel inferior. El aeropuerto cuenta con una instalación de carga aérea ampliada y tres operadores de base fija (FBO) para manejar la aviación general. En 2023, el aeropuerto de Eugene atendió a 1.719.629 pasajeros, un aumento del 9,2% respecto al año anterior.

## Aerolíneas y destinos

### Pasajeros
| Aerolíneas         | Destinos |
| ------------------ | --- |
| Alaska Airlines    | Burbank (inicia el 26 de octubre de 2025), Los Ángeles, Portland (OR), San Diego, Seattle/Tacoma             |
| Allegiant Air      | Las Vegas, Orange County, Phoenix/Mesa Estacional: San Diego                                                 |
| American Airlines  | Dallas/Forth Worth, Phoenix-Sky Harbor                                                                       |
| American Eagle     | Phoenix-Sky Harbor                                                                                           |
| Avelo Airlines     | Burbank (finaliza el 1 de diciembre de 2025)                                                                 |
| Breeze Airways     | Burbank (inicia el 19 de marzo de 2026)                                                                      |
| Delta Connection   | Salt Lake City, Seattle/Tacoma                                                                               |
| Southwest Airlines | Denver, Las Vegas, Oakland, Sacramento, San José Estacional: San Diego (reinicia el 19 de diciembre de 2025) |
| United Airlines    | Denver, San Francisco                                                                                        |
| United Express     | Estacional: Denver, San Francisco                                                                            |

### Carga
| Aerolíneas      | Destinos                              |
| --------------- | ------------------------------------- |
| Airpac Airlines | Portland (OR), Seattle/Tacoma         |
| Ameriflight     | Portland (OR), Redmond/Bend, Roseburg |
| FedEx Feeder    | Portland (OR), Roseburg               |
| Martinaire      | Portland (OR)                         |

## Estadísticas

### Tráfico anual
| Año  | Pasajeros | % Cambio |
| ---- | --------- | -------- |
| 2010 | 754,867   | —        |
| 2011 | 797,178   | 5.61%    |
| 2012 | 826,517   | 3.68%    |
| 2013 | 880,257   | 6.50%    |
| 2014 | 892,873   | 1.43%    |
| 2015 | 909,121   | 1.82%    |
| 2016 | 984,175   | 8.26%    |
| 2017 | 1,078,504 | 9.58%    |
| 2018 | 1,168,110 | 8.31%    |
| 2019 | 1,218,104 | 4.28%    |
| 2020 | 546,212   | 55.16%   |
| 2021 | 1,144,028 | 109.45%  |
| 2022 | 1,575,025 | 37.19%   |
| 2023 | 1,719,629 | 9.18%    |
| 2024 | 1,682,311 | 2.17%    |